# Ritonavir
Ritonavir (RTV), vândut sub numele de marcă Norvir, este un medicament antiretroviral utilizat împreună cu alte medicamente pentru tratarea HIV/SIDA. Această combinație de tratament este cunoscută sub numele de terapie antiretrovirală înalt activă (abreviată HAART, din engleză highly active antiretroviral therapy). De multe ori, o doză mică este utilizată cu alți inhibitori de protează. Acesta poate fi, de asemenea, utilizat în asociere cu alte medicamente pentru hepatita C. Este administrat oral. Capsulele acestui medicament nu acționează la fel ca tabletele.
Printre efectele secundare comune se numără greață, vărsături, pierderea poftei de mâncare, diaree și senzație de amorțeală în mâini și picioare. Reacții adverse grave sunt probleme hepatice, pancreatită, reacții alergice și aritmii. Pot să apară interacțiuni grave cu alte medicamente, printre care amiodarona și simvastatina. La doze mici, este considerat a fi acceptabil pentru utilizare în timpul sarcinii. Ritonavir este parte din clasa inhibitorilor de protează. Cu toate acestea, este de obicei folosit pentru a inhiba enzima care metabolizează alți inhibitori de protează. Această inhibiție permite utilizarea de doze mai mici din aceste alte medicamente.
Ritonavir a fost brevetat în 1989 și a intrat în uz medical în 1996. Se află pe Lista medicamentelor esențiale ale Organizației Mondiale a Sănătății, cele mai sigure și cele mai eficiente medicamente necesare într-un sistem de sănătate. La nivel global, costul en gros în lumea în curs de dezvoltare este între 0,07 și 2,20 dolari pe zi. În Statele Unite costă aproximativ 9,20–55 de dolari pe zi, în funcție de doză.

## Uz medical
Ritonavir este utilizat împreună cu alte medicamente pentru tratarea HIV/SIDA.

## Efecte secundare
Începând cu 2015, ritonavir este mult mai utilizat pe scară largă la doze mai mici, pe baza activității ca inhibitor de CYP3A4. Efectele adverse la aceste doze mai mici nu au fost caracterizată în mod extensiv. Atunci când este administrat la dozele inițial testate suficient de mari pentru a fi eficient pentru terapia anti-HIV, efectele secundare ale ritonavir sunt:
- astenie, oboseală
- diaree
- greață și vărsături
- durere abdominală
- amețeală
- insomnie
- transpirații
- schimbări ale simțului gustului
- efecte metabolice, printre care
  - hipercolesterolemie
  - hipertrigliceridemie
  - transaminaze crescute
  - creatine kinaze crescute

Unul dintre efectele secundare este hiperglicemia, prin inhibarea transportorului GLUT4 regulat de insulină, prevenind astfel intrarea glucozei în celulele musculare și adipoase. Acest lucru poate duce la rezistența la insulina și poate cauza probleme pentru persoanele cu diabet zaharat tip II.  

### Interacțiuni medicamentoase
Ritonavir induce CYP 1A2 și inhibă două izoforme majore ale P450, 3A4 și 2D6. Terapie concomitentă de ritonavir cu o varietate de medicamente poate duce la interacțiuni medicamentoase grave și uneori letale. Lista de interacțiuni clinic semnificative ale ritonavir include următoarele medicamente:
- amiodaronă
- bosentan
- midazolam și triazolam
- carbamazepină
- chinidină
- cisapridă
- disulfiram
- eplerenonă
- etravirină
- fenitoină
- flecainidă
- Hypericum perforatum
- MDMA[18][19]
- mescalină
- meperidină
- nilotinib
- nisoldipină
- oxicodonă[20]
- pimozidă
- ranolazină
- salmeterol
- saquinavir[21]
- statine
- tioridazină
- topotecan
- voriconazol

## Mecanism de acțiune

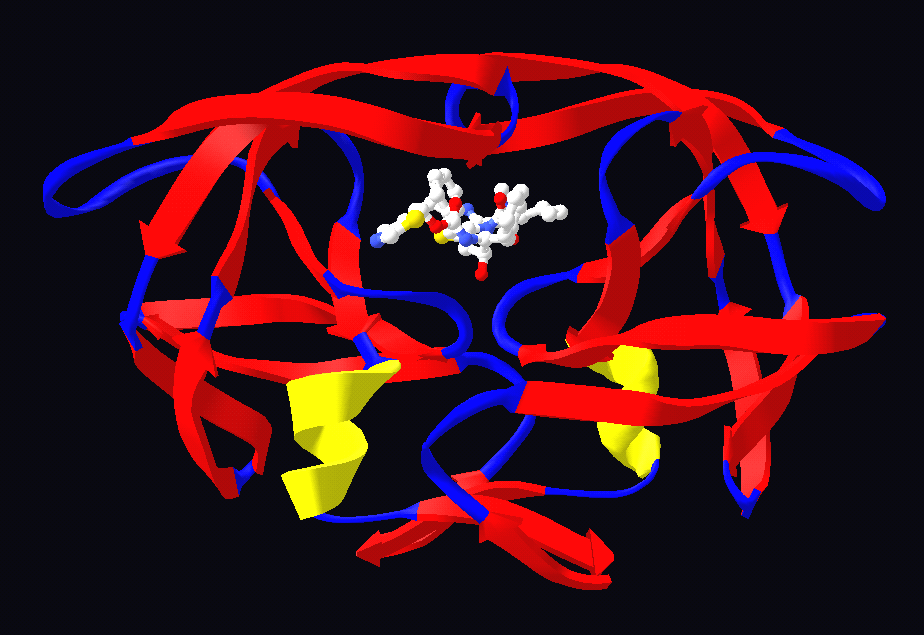
Ritonavir (centru) legat de situsul activ al proteazei HIV.

Ritonavir a fost inițial dezvoltat ca un inhibitor al proteazei HIV, parte a familiei de inhibitori molecule mici pseudo-C2-simetrice.  
Ritonavir este acum foarte rar folosit în afar combinațiilor, fiind utilizat pe scară largă ca adjuvant al altor inhibitori de protează. Mai precis, ritonavir este utilizat pentru inhibarea unei anumite enzime în intestine, ficat și alte țesuturi care, în mod normal, metabolizează inhibitorii de protează, citocromul P450-3A4 (CYP3A4). Medicamentul se leagă și inhibă CYP3A4, deci o doză mică poate fi folosită pentru a spori activitatea altor inhibitori de protează. Această descoperire a redus drastic efectele adverse și a îmbunătățit eficacitatea inhibitorilor de protează și HAART. Cu toate acestea, din cauza rolului general al CYP3A4 în metabolizarea xenobioticelor, dozarea cu ritonavir afectează eficacitatea a numeroase alte medicamente.

### Farmocodimanică și farmacocinetică
Capsulele medicamentului nu au aceeași biodisponibilitate precum tabletele.

## Cercetare
În 2020, combinația lopinavir/ritonavir a fost studiată și nu s-au găsit dovezi pentru eficacitatea sa în formele severe de COVID-19. În studiu, administrarea medicamentului a început la aproximativ 13 zile după debutul simptomelor.